# Leo Biaggi de Blasys
Leo Biaggi de Blasys (* 1906 in Genua; † 15. November 1979 in Escalona bei Toledo) war ein Schweizer Zuckerfabrikant und Sportfunktionär.

## Leben

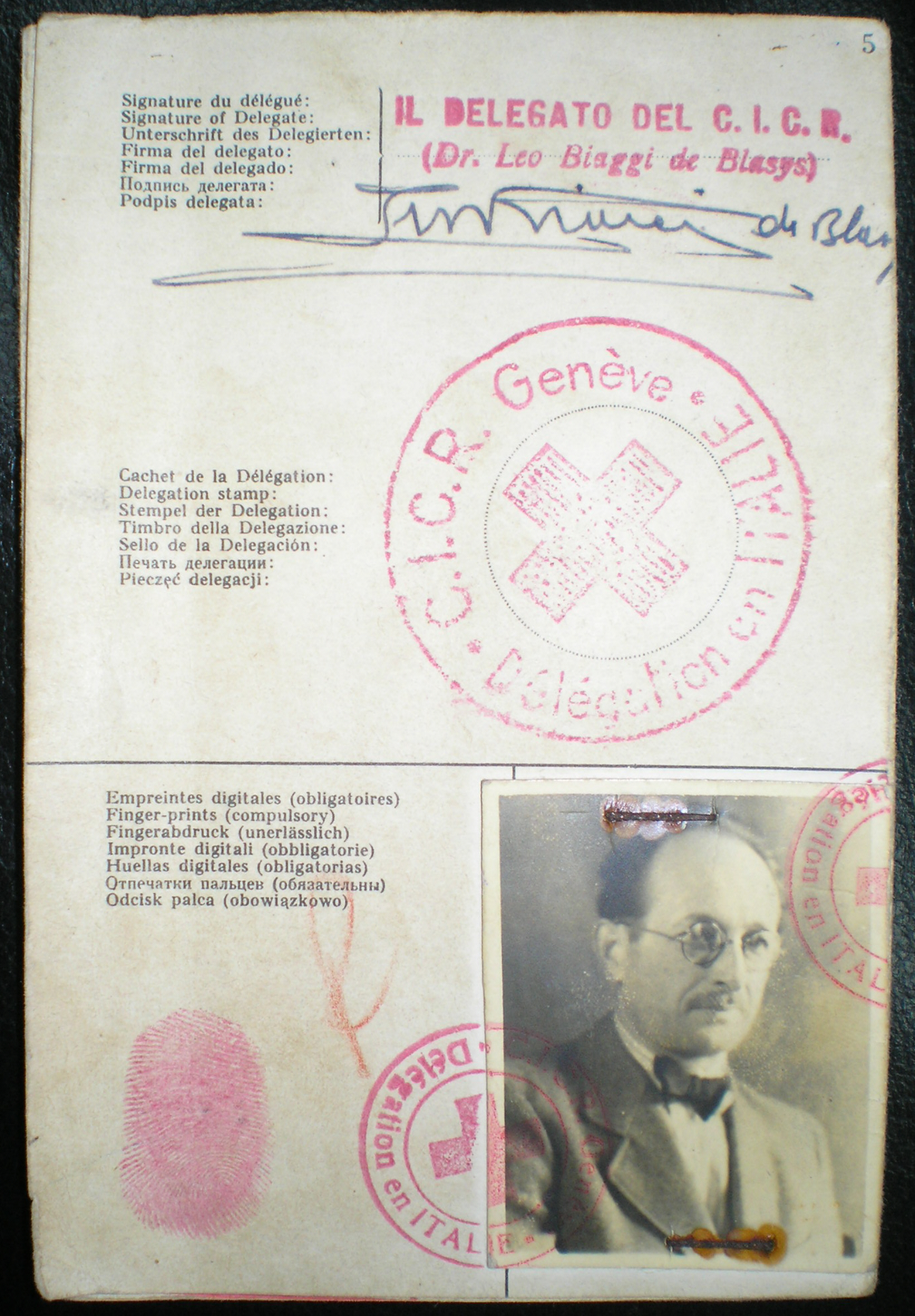
Adolf Eichmanns Rotkreuz-Ausweis, ausgestellt auf den Tarnnamen Riccardo Klement und signiert von Leo Biaggi de Blasys

Die Familie von Leo Biaggi de Blasys stammt aus der italienischsprachigen Schweiz und lebte seit den 1930er großteils in Genua. Leo Biaggi de Blasys fungierte von 1943 bis 1976 auch als Delegierter des Internationalen Roten Kreuzes für Italien. Leo und sein Vater Giovanni, der Schweizer Konsul in Genua, halfen 1943–1945 wiederholt auch verfolgten Juden.
Durch Vermittlung von Valerio Benuzzi, Vertrauensperson von Walter Rauff, traf der IKRK-Delegierte für Norditalien Hans Bon im Januar 1945 Karl Wolff, Alfredo Ildefonso Schuster und Rudolf Rahn. Die Verhandlungen über den Besuch des Durchgangslager Bozen durch das IKRK verliefen zunächst positiv, auch eine Befreiung der Juden aus dem KZ Bozen wurde besprochen. Wegen Krankheit der Delegierten Bon und Biaggi de Blasys fand die KZ-Visite jedoch nicht statt. Als IKRK-Delegierter war Leo anscheinend auch an der Flucht mehrerer prominenter Nazis beteiligt.
Im Jahr 1959 war er Vorsitzender der Federation-Internationale-Tir-Armes-Sportives-Chasse (Verband der Jagdschützen).
Er brachte seine S.P.I.C.A.-YAUIS in die Sindicato nazionale zuccerifici ein und kaufte sich 1961 für 14 Millionen Peseten die königliche Jagd im Coto de Doñana.
Am 21. Juni 1961 wurde er mit dem Grande Ufficiale Ordine al Merito della Repubblica Italiana (Verdienstorden der Italienischen Republik) und im März 1974 mit der ICRC-Silbermedaille dekoriert.